# Dumont (Iowa)
Dumont  – miasto w Stanach Zjednoczonych, w stanie Iowa, w hrabstwie Butler. W 2000 roku liczyło 676 mieszkańców.